# Maria Korytcevová
Maria Korytcevová ukr. Марія Коритцева / Marija Korytceva (* 25. května 1985, Kyjev, Ukrajina tehdy Sovětský svaz) je současná ukrajinská profesionální tenistka. Během své dosavadní kariéry zatím vyhrála 4 turnaje WTA ve čtyřhře.

## Finálové účasti na turnajích WTA (10)

### Dvouhra - prohry (2)
| Legenda                |
| Kategorie Tier III (1) |
| Kategorie Tier IV (1)  |

| Č. | Datum             | Turnaj          | Povrch  | Vítězka           | Výsledek |
| 1. | 23. září 2007     | Kalkata, Indie  | koberec | Maria Kirilenková | 6-0, 6-2 |
| 2. | 13. červenec 2008 | Palermo, Itálie | antuka  | Sara Erraniová    | 6-2, 6-3 |

### Čtyřhra - výhry (4)
| Legenda                |
| Kategorie Tier III (1) |
| Kategorie Tier IV (3)  |

| Č. | Datum             | Turnaj                | Povrch | Partnerka         | Soupeřky ve finále                  | Výsledek       |
| 1. | 24. červenec 2005 | Palermo, Itálie       | antuka | Giulia Casoniová  | Alicja Rosolska Klaudia Jansová     | 4-6, 6-3, 7-5  |
| 2. | 22. červenec 2007 | Palermo, Itálie       | antuka | Daria Kustovová   | Karin Knappová Alice Canepová       | 6-4, 6-1       |
| 3. | 5. leden 2008     | Auckland, Nový Zéland | tvrdý  | Lilia Osterlohová | Martina Müllerová Barbora Záhlavová | 6-3, 6-4       |
| 4. | 21. září 2008     | Guangzhou, Čína       | tvrdý  | Tatiana Pučeková  | Sun Tchien-tchien Jen C’            | 6-3, 4-6, 10-8 |

### Čtyřhra - prohry (4)
| Legenda                     |
| Kategorie Tier III (3)      |
| Kategorie International (1) |

| Č. | Datum             | Turnaj                 | Povrch  | Partnerka          | Vítězky                                             | Výsledek       |
| 1. | 23. září 2007     | Kalkata, Indie         | koberec | Alberta Briantiová | Alla Kudrjavcevová Vania Kingová                    | 6-1, 6-4       |
| 2. | 17. únor 2008     | Viña del Mar, Chile    | antuka  | Julia Schruffová   | Līga Dekmeijereová Alicja Rosolska                  | 7-5, 6-3       |
| 3. | 26. říjen 2008    | Lucemburk, Lucembursko | tvrdý   | Věra Duševinová    | Sorana Cîrsteaová Marina Erakovićová                | 2-6, 6-3, 10-8 |
| 4. | 19. červenec 2009 | Palermo, Itálie        | antuka  | Daria Kustovová    | Nuria Llagosteraová Vivesová María J. M. Sánchezová | 6-1, 6-2       |

## Fed Cup
Maria Korytcevová se zúčastnila 6 zápasů ve Fed Cupu za tým Ukrajiny s bilancí 1-1 ve dvouhře a 4-1 ve čtyřhře.

## Postavení na žebříčku WTA na konci sezóny

### Dvouhra
| Rok    | 2001 | 2002   | 2003   | 2004   | 2005   | 2006   | 2007   | 2008  | 2009   |
| Pořadí | 685. | ▲ 465. | ▲ 201. | ▼ 292. | ▲ 124. | ▼ 355. | ▲ 111. | ▲ 67. | ▼ 120. |

### Čtyřhra
| Rok    | 2001 | 2002   | 2003   | 2004   | 2005  | 2006   | 2007  | 2008  | 2009  |
| Pořadí | 728. | ▲ 621. | ▲ 187. | ▲ 157. | ▲ 70. | ▼ 183. | ▲ 85. | ▲ 41. | ▼ 62. |